# Pogrom van Tripoli (1945)

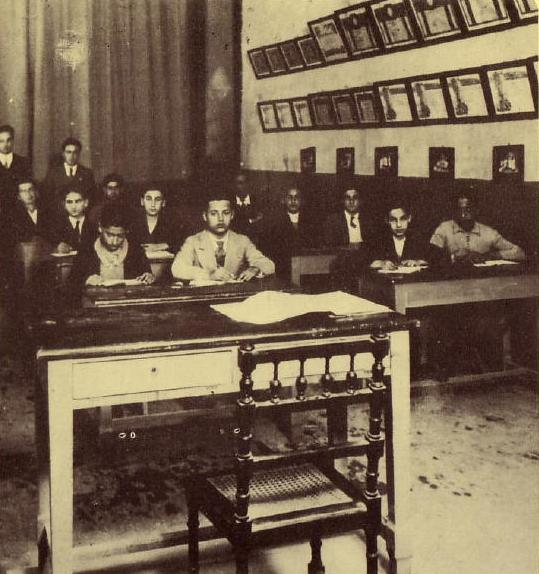
Joodse kinderen in Libië in 1940

De pogrom van Tripoli van 1945 vond plaats tussen 5 en 7 november 1945 in het toen nog Italiaanse Libië, dat overigens door geallieerde troepen was bezet. Deze pogrom is tot op heden de bloedigste na afloop van de Tweede Wereldoorlog. 140 Joden, waaronder 36 kinderen, werden vermoord.
Negen synagogen werden verwoest, evenals circa 1000 woningen van Joden. Na afloop van de pogrom waren ongeveer 4000 Joden dakloos. De pogrom was het begin van een uittocht van Joden uit het land. Tussen 1945 en 1949 verlieten 30.972 Joden het land en vertrokken, veelal naar Israël. Van de Joodse gemeenschap bleef weinig meer over. In 2003 verliet de laatste Joodse inwoner, een oude vrouw, het land op aandringen van haar familie.